# 絢爛たる復讐 (テレビドラマ)
『絢爛たる復讐』（けんらんたるふくしゅう）は、1969年2月11日から同年5月6日まで、NETテレビ（現・テレビ朝日）系列にて放映されたテレビドラマ。

## ストーリー
青年医師・千田俊彦は、ある時犯罪シンジケートに巻き込まれ、無実の罪を着せられた上、海に投げ込まれて殺されかけるが、命は助かり、フィリピン・ダバオに逃れる。千田の父は、息子が殺人を犯したと思い込んで代わりに自首し、その後獄中で自殺する。それを知った千田は、シンジケートに対し復讐を期して日本に帰国して来る。

## 映像ソフト
- 本作品は第1話「傷だらけのバラード」の主題歌入りオープニング映像のみが「東映TVドラマ主題歌大全集　現代劇篇1」に収録して東映ビデオからLD、VHS版が発売されている。

- 全13話本編が収録されたDVD・ブルーレイは未発売である。

## 放映データ
- 放映期間：1969年2月11日〜1969年5月6日
- 放映曜日・放映時間帯：毎週火曜日21時〜21時56分
- 放映話数：全13話
- 放映形式：モノクロ16mmフィルム

### スタッフ
- プロデューサー：勝田康三
- 脚本：放映リスト参照。
- 監督：放映リスト参照。
- 音楽：渡辺宙明
- 擬斗：渡辺高光
- 制作：NET、東映テレビプロ

### 主題歌・挿入歌
主題歌「夜がつぶやく」
作詞 - 滝田順 / 作曲・編曲 - 渡辺宙明 / 歌 - 当真美智子
放送当時にポリドールレコードからシングルレコードがリリースされたのみであったが、2009年にポリドールレコードの現会社であるユニバーサルミュージックジャパンからリリースされた「ブロードキャスト・トラックス テレビ朝日編」に収録されている。
挿入歌「あなたを知りたいの」
作詞 - 滝田順 / 作曲・編曲 - 渡辺宙明 / 歌 - 当真美智子

## キャスト
左：俳優名、右：役名
- 竜崎勝（千田俊彦）
- 高松英郎（木崎）
- 城野ゆき（久美）
- 佐藤友美（ひとみ）
- 瞳麗子（郁子）
- 堀勝之祐（大津）
- 南原宏治（沖元）
- 池部良（池永元刑事）

## 放映リスト
| 回数 | 放送日         | サブタイトル       | 脚本     | 監督     | ゲスト                                                  |
| ---- | -------------- | ------------------ | -------- | -------- | ------------------------------------------------------- |
| 1    | 1969年 2月11日 | 傷だらけのバラード | 藤村正太 | 土居通芳 | 加藤嘉、近藤宏、寺島幹夫                                |
| 2    | 2月18日        | 地底のメロディー   | 布勢博一 | 土居通芳 | 滝田裕介、池田生二、近江俊輔                            |
| 3    | 2月25日        | 地獄のポロネーズ   | 布勢博一 | 永野靖忠 | 神田隆、磯村みどり、夏八木勲                            |
| 4    | 3月4日         | 背徳のシンフォニー | 北一郎   | 永野靖忠 | 山形勲、織本順吉                                        |
| 5    | 3月11日        | 悪の華のブルース   | 柴英三郎 | 野村孝   | 高橋昌也、宇佐美淳也、万里昌代                          |
| 6    | 3月18日        | 黒い霧のセレナーデ | 北一郎   | 野村孝   | 市川小太夫、北原義郎、高品格                            |
| 7    | 3月25日        | 悪女の白い罠       | 北一郎   | 永野靖忠 | 白木マリ、多々良純                                      |
| 8    | 4月1日         | 燃えるバラ色の海   | 布勢博一 | 永野靖忠 | 水島道太郎、浜田寅彦、増田順司                          |
| 9    | 4月8日         | 夜の渚のエレジー   | 小滝光郎 | 大岡紀   | 戸浦六宏、澤村宗之助                                    |
| 10   | 4月15日        | 炎熱の夜の檻       | 石松愛弘 | 大岡紀   | 牧紀子、富田仲次郎、戸上城太郎                          |
| 11   | 4月22日        | 花の中の十字架     | 西条道彦 | 永野靖忠 | 菅井一郎、森秋子、河村弘二、阿部寿美子                  |
| 12   | 4月29日        | 華麗なる決闘       |          |          | 大友柳太朗、須賀不二男、野々浩介、 稲葉まつ子、武藤英司 |
| 13   | 5月6日         | 長い夜の終り       | 北一郎   | 土居通芳 | 伊藤雄之助、金井由美、マイク・ダニー、川合伸旺          |